# باهیر کلیسادولی
باهیر کلیسادولی (به لاتین: Baher Khalisaduli) یک منطقهٔ مسکونی در بنگلادش است که در ناحیه چاندپور واقع شده‌است.